# Vertus prussiennes

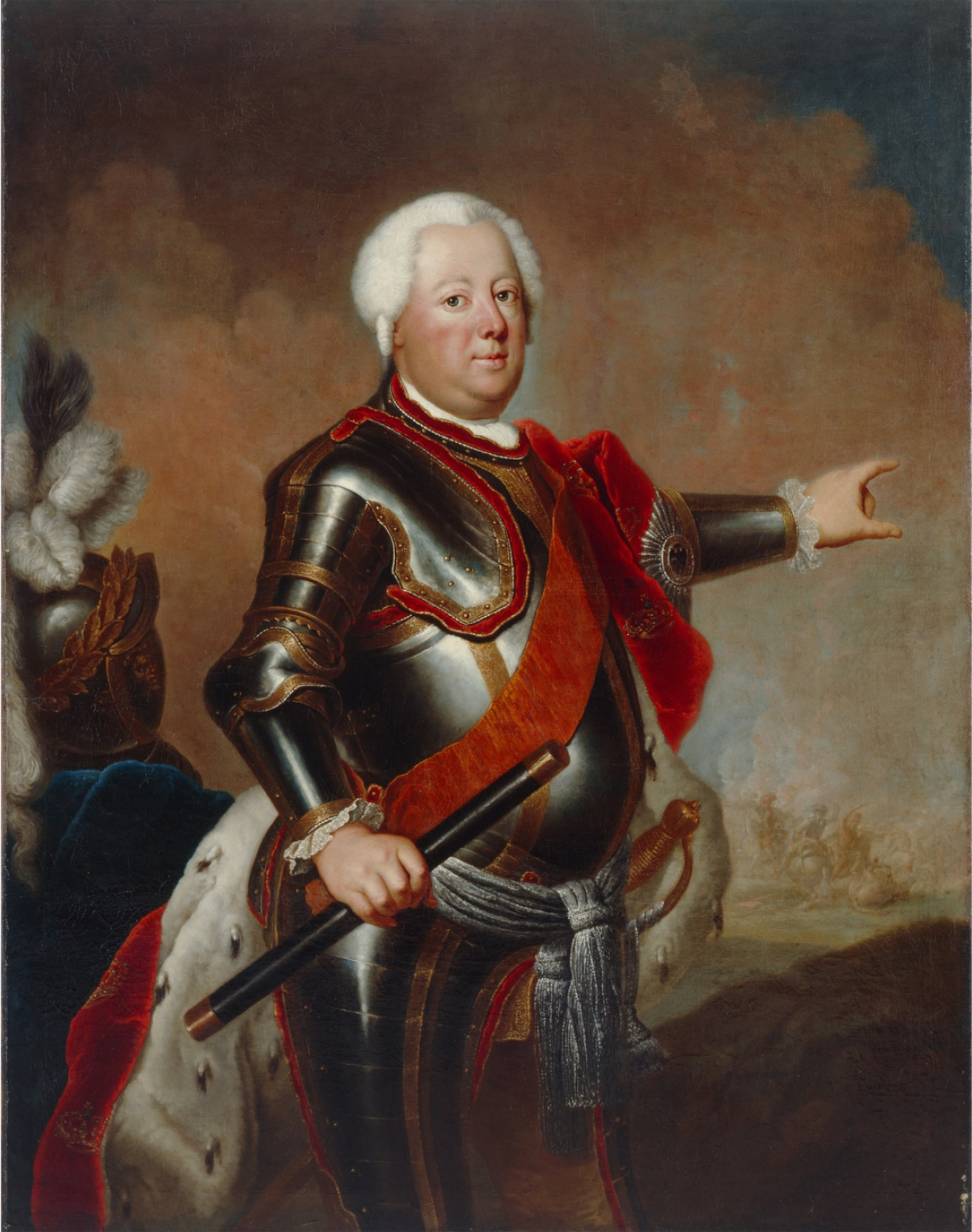
Le roi Frédéric-Guillaume Ier (roi en Prusse), surnommé « le Roi-Sergent », fut le premier à évoquer les vertus prussiennes (qui étaient censées être présentes depuis l'État monastique des chevaliers Teutoniques). Peinture d'Antoine Pesne, vers 1733.

Les vertus prussiennes (en allemand : preußische Tugenden) renvoient aux vertus associées au royaume de Prusse du XVIIIe siècle, notamment à son militarisme et au code éthique de l'armée prussienne, mais aussi aux valeurs bourgeoises telles qu'influencées notamment par le calvinisme. Elles ont considérablement influencé la culture allemande au sens large, tout comme les stéréotypes allemands contemporains d'efficacité, d'austérité et de discipline.
Ces vertus, bien qu'elles remontent aux chevaliers teutoniques, ont été pour la première fois évoquées par le roi Frédéric-Guillaume Ier de Prusse, ainsi que par son fils, Frédéric le Grand. 
Le père développera tout au long de son règne les forces armées prussiennes, lui conférant le surnom de « Roi-Sergent », ne quittant jamais son armure. Parallèlement, il s'attacha à redresser les finances de son État. Emprunt des valeurs calvinistes, il s'opposa à toute dépense superflue, s'imposant à lui-même et à sa cour une grande rigueur budgétaire (congédiant au passage sa belle-mère et les artistes de la Cour). Il laissera la réputation d'un roi avare, dirigiste voire brutal.

Le fils, connu pour être un ami de Voltaire, se voyait pour sa part comme un monarque éclairé. Désireux de placer son règne sous le signe de la raison, il réforma la politique migratoire du royaume et se fit chantre de la tolérance religieuse et ethnique, non sans quelques arrière-pensées économiques : 

« Toutes les religions se valent du moment que ceux qui les professent sont d’honnêtes gens, et si des Turcs et des païens venaient repeupler le pays nous construirions pour eux des mosquées et des temples
—Frédéric le Grand . »

## Exemples
Les vertus prussiennes ne sont pas fixées en termes ou en nombre et ne forment donc pas un canon. Sont notamment évoquées dans les écrits :
- Abnégation (allemand : Selbstverleugnung)
- Austérité (allemand : Sparsamkeit)
- Courage (allemand : Mut)
- Détermination (allemand : Zielstrebigkeit)
- Diligence (allemand : Fleiß)
- Discipline (allemand : Disziplin)
- Fiabilité (allemand : Zuverlässigkeit)
- Honnêteté et probité (allemand : Redlichkeit)
- Humilité et modestie (allemand : Bescheidenheit)
- Incorruptibilité (allemand : Unbestechlichkeit)
- Loyauté (allemand : Treue)
- Obéissance (allemand : Gehorsam) : « Seid gehorsam, doch nicht ohne Freimut » (« Soyez obéissant, mais pas sans franchise »)
- Piété associée à la tolérance religieuse (allemand : Gottesfurcht bei religiöser Toleranz) : Jeder soll nach seiner Façon selig werden ("Que chacun trouve le salut selon ses propres croyances")
- Ponctualité (allemand : Pünktlichkeit)
- Rectitude ou Droiture (allemand : Geradlinigkeit)
- Retenue (allemand : Zurückhaltung)
- Robustesse (allemand : Härte) : Gegen sich mehr noch als gegen andere ("Soyez encore plus dur avec vous-même qu'avec les autres")
- Sens du devoir ou conscience (allemand : Pflichtbewusstsein)
- Sens de la justice (allemand: Gerechtigkeitssinn): Jedem das Seine ou Suum cuique ("Que tous reçoivent leur dû")
- Sens de l'ordre et de la hiérarchie (allemand: Ordnungssinn)
- Sincérité (allemand: Aufrichtigkeit)
- Soumission à l'autorité (allemand: Unterordnung)